# Trans-cinnamato 2-monoossigenasi
La trans-cinnamato 2-monoossigenasi è un enzima appartenente alla classe delle ossidoreduttasi, che catalizza la seguente reazione:
trans-cinnamato + NADPH + H+ + O2 ⇄ 2-idrossicinnamato + NADP+ + H2O